# Zeche Gute Hoffnung V
Die Zeche Gute Hoffnung V ist ein ehemaliges Steinkohlenbergwerk in Witten-Borbach. Die Zeche war eine Kleinzeche und ist aus der Zeche Klara entstanden, die Zeche befand sich an der Straße Große Borbach 11 und war nur wenige Jahre in Betrieb.

## Bergwerksgeschichte
Am 25. Juli des Jahres 1951 wurde die Kleinzeche mit dem Namen Zeche Klara in Große Borbach in Betrieb genommen. Besitzer dieser Kleinzeche war die Gewerkschaft Klara. Im selben Jahr wurde ein Schacht abgeteuft, der Schacht Wippermann genannt wurde. Bereits im darauffolgenden Jahr wurde die maximale Förderung der Zeche Klara von 36 Bergleuten erbracht, sie betrug 6549 Tonnen Steinkohle. Im Jahr 1955 wurden von 21 Bergleuten 1795 Tonnen Steinkohle abgebaut. Am 1. Januar des Jahres 1956 wurde die Zeche Klara umbenannt in Zeche Gute Hoffnung V. Gleichzeitig kam es zu einem Besitzerwechsel, neuer Besitzer wurde Erwin Schmidt. Im darauffolgenden Jahr wurden von 33 Bergleuten 4587 Tonnen Steinkohle abgebaut. Am 31. März des Jahres 1958 wurde der Betrieb der Zeche Gute Hoffnung V eingestellt. 
Am 14. Mai des Jahres 1963 wurde das Bergwerk zusammen mit der Kleinzeche Borbachtal wieder in Betrieb genommen. Abgebaut wurde in den Längenfeldern Auguste, Bergmann, Prudens, Bernadotte, Kortmannsglück, Neues Kortmannsglück, Schlagbaum 1 und Schlagbaum 2, Schöne Aussicht, Preußischer Adler, Anfang mit Gott und Wunderbar. Im Jahr 1963 wurde von 65 Bergleuten die maximale Förderung erbracht, sie betrug 5281 Tonnen Steinkohle. Im Jahr 1965 wurden von 29 Bergleuten 4098 Tonnen Steinkohle abgebaut. Im Jahr darauf wurde die Zeche Gute Hoffnung V stillgelegt.